# 서울 중구의 향토문화재
서울 중구의 향토문화재는 다음 각 호의 어느 하나에 해당하는 것을 말한다.
1. 문화재보호법 및 서울특별시문화재보호조례에 의거 문화재로 지정되지 아니한 것으로서 향토의 역사·예술·학술상 가치가 있는 것과 이에 준하는 유·무형의 자료
2. 향토문화재로서 보존가치가 있을 것으로 기대되는 유적
3. 향토문화, 토속, 풍속을 연구하는데 필요한 자료

## 참고 문헌
- 서울 중구 홈페이지 - 고시/공고
- 중구 구보